# 요시다 히로시
요시다 히로시(일본어: 吉田 弘, 1958년 2월 11일 ~ )는 일본의 전 축구 선수 및 현 축구 감독이다.

## 국가대표팀 경력
그는 1981년 2월 8일 말레이시아과의 경기에서 일본 국가대표팀에 데뷔했다. 그는 1983년까지 국제 A매치 통산 9경기에 출전, 1득점을 넣었다.

## 통계
| 일본 | 일본 | 일본 |
| 연도 | 출전 | 득점 |
| ---- | ---- | ---- |
| 1981 | 6    | 1    |
| 1982 | 1    | 0    |
| 1983 | 2    | 0    |
| 통산 | 9    | 1    |